# Wermelskirchen
Wermelskirchen is een stad en gemeente in de Rheinisch-Bergischer Kreis in Noordrijn-Westfalen in Duitsland.
Wermelskirchen is een van oorsprong Limburgs sprekende plaats, en ligt aan de Uerdinger linie. Wermelskirchen ligt in het zuidwestelijke hoek van het Limburgs in de ruimste zin, en telt 34.597 inwoners (31 december 2020) op een oppervlakte van 74,74 km². Er zijn 71 stadsdelen in Wermelskirchen, waaronder Dhünn. Er was vroeger een hervormde meerderheid in Wermelskirchen.
De plaats Neuenhöhe behoort tot de gemeente.

## Stadsdelen
| - Altenhof - Arnzhäuschen - Bechhausen - Belten - Bollinghausen - Braunsberg - Buchholzen - Dabringhausen - Dahl - Dhünn - Dhünn-Neuenhaus - Durholzen - Eipringhausen - Elbringhausen - Ellinghausen - Emminghausen - Friedenberg - Forthausen - Großeledder | - Grunewald - Haarbach - Haarhausen - Halzenberg - Hammesrostringhausen - Heidchen - Heister - Herrlinghausen - Hilfringhausen - Hinterhufe - Hünger - Höferhof - Im Berg - Käfringhausen - Kallenberg - Kenkhausen - Ketzberg - Ketzbergerhöhe - Kleineledder | - Knochenmühle - Kolfhausen - Kovelsberg - Kreckersweg - Limmringhausen - Lindscheid - Linde - Löh - Lüdorf - Lüffringhausen - Markusmühle - Mittelberg - Mittelhagen - Neuenhaus - Oberberg - Oberhagen - Oberpilghausen - Oberwinkelhausen - Osminghausen | - Ostringhausen - Pantholz - Preyersmühle - Pohlhausen - Rausmühle - Sellscheid - Stumpf - Süppelbach - Tente - Töckelhausen - Unterberg - Unterhagen - Unterstraße - Unterwinkelhausen - Vorderhufe - Well - Wickhausen - Wöllersberg |

## Geboren
- Uwe Boll (22 juni 1965), regisseur

## Naamgeving
Het is waarschijnlijk dat de Nederlandse familienaam van Wermeskerken stamt uit deze stad. Bekende Van Wermeskerkens zijn Henri van Wermeskerken (schrijver van Tropenadel en Suikerfreule), zijn moeder Johanna van Woude (pseudoniem van Sophie van Wermeskerken-Junius) en Sai van Wermeskerken.
Deze familie is ook de oprichter van de Apotheek van Wermeskerken op het Akerkhof in Groningen.

## Afbeeldingen

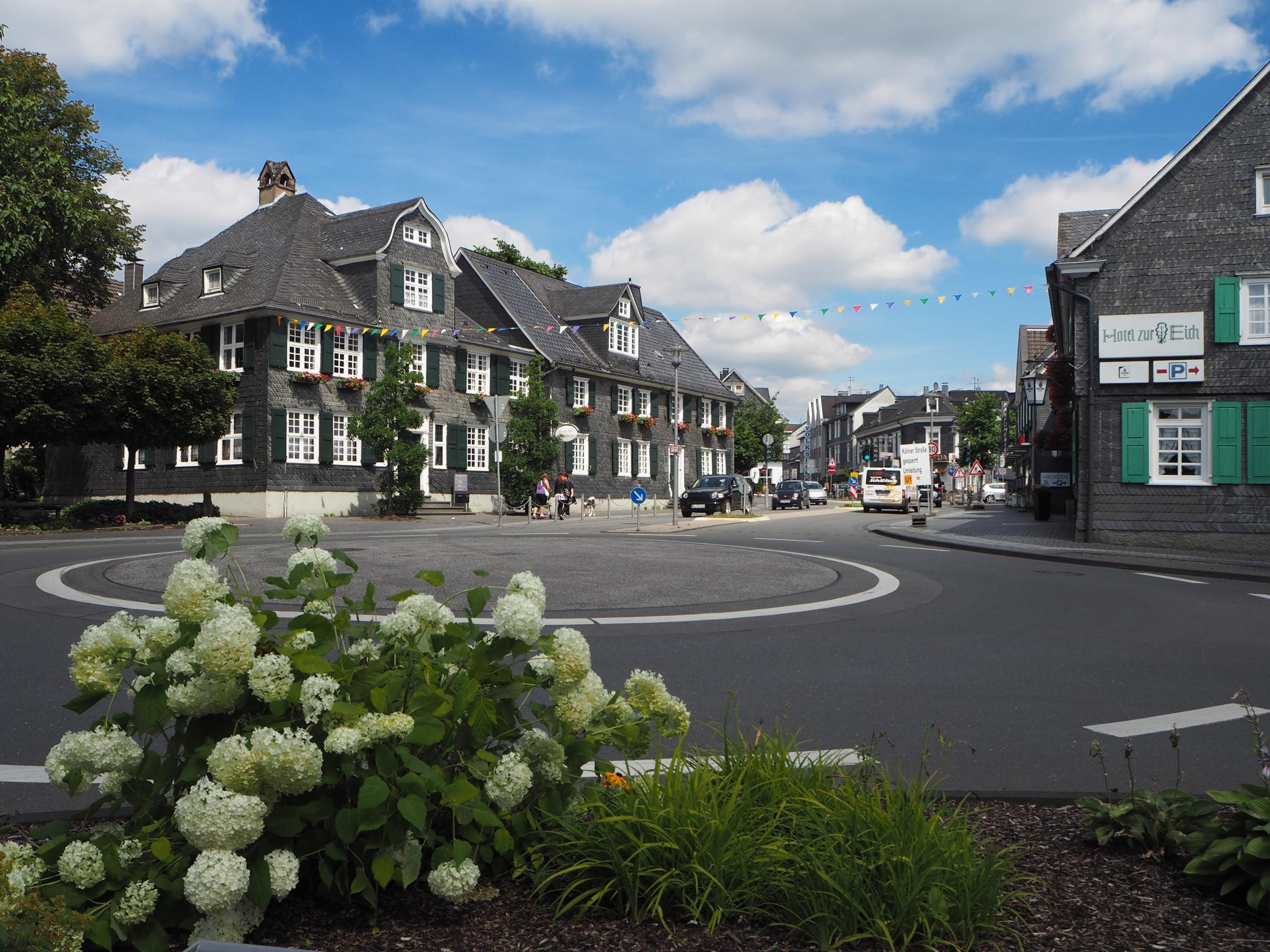
Eich
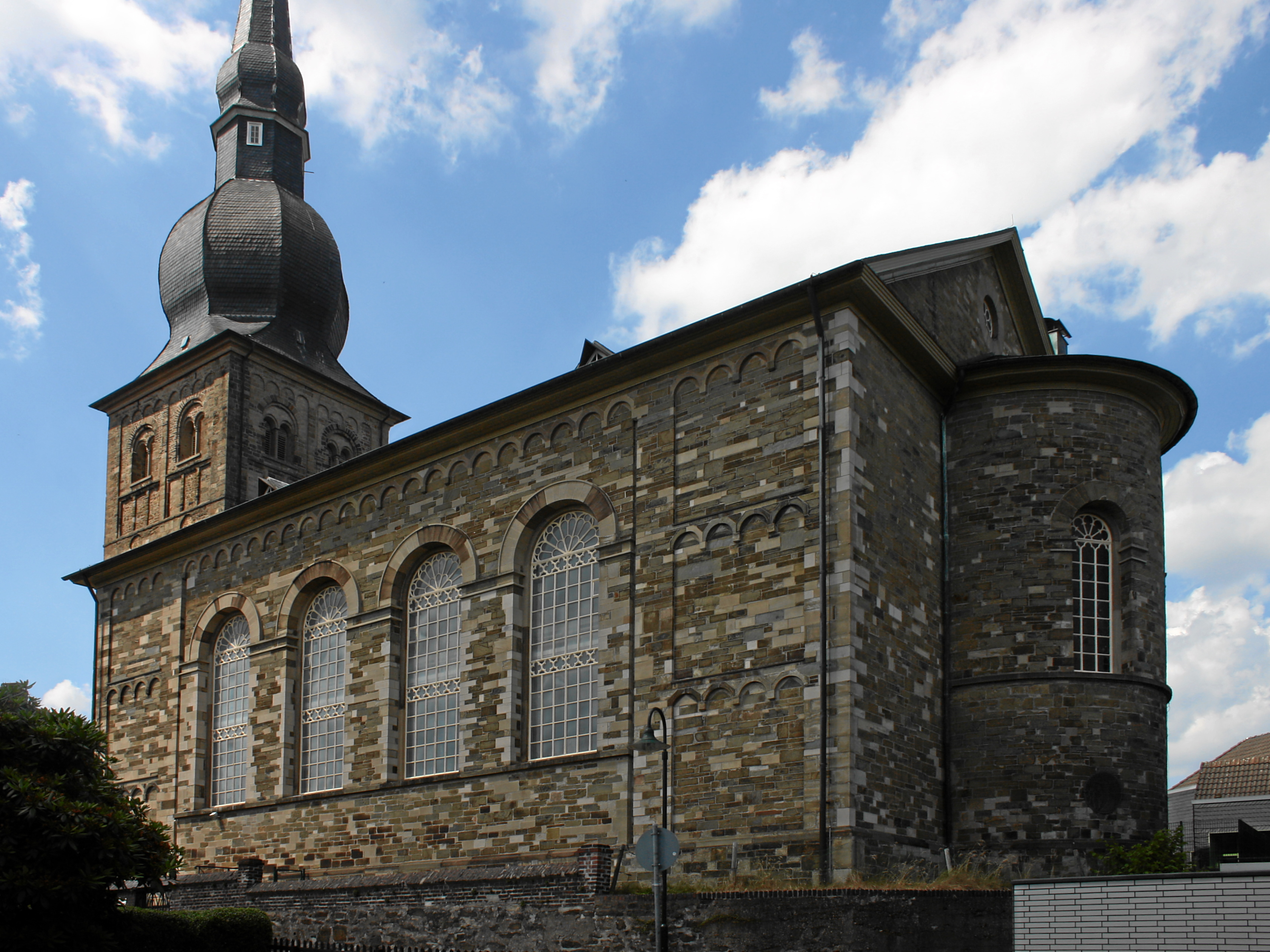
Evangelische Stadtkirche

Bergisch Gladbach · Burscheid · Kürten · Leichlingen · Odenthal · Overath · Rösrath · Wermelskirchen